# Hvannasund
Hvannasund [ˈkvanːasʊnd] és un poble i un municipi de l'illa de Viðoy, a les illes Fèroe. El municipi inclou les localitats de Norðdepil, Norðtoftir, Depil i el propi Hvannasund, a part del despoblat de Múli. L'1 de gener de 2021 Hvannasund tenia 250 habitants, que amb els 167 de la resta del municipi conformen una població total de 417 habitants per a tot el terme municipal.

## Geografia
Hvannasund pren el seu nom de l'estret que té al davant i que separa les illes de Viðoy i Borðoy. Del poble hi surt un pont que creua aquest estret i l'uneix a l'illa de Borðoy. Aquest pont rep el nom de Byrging um Hvannasund en feroès. A l'altre cantó del pont hi ha el poble de Norðepil. Hvannasund és la porta d'entrada a les dues illes més orientals de l'arxipèlag, Svínoy i Fugloy,

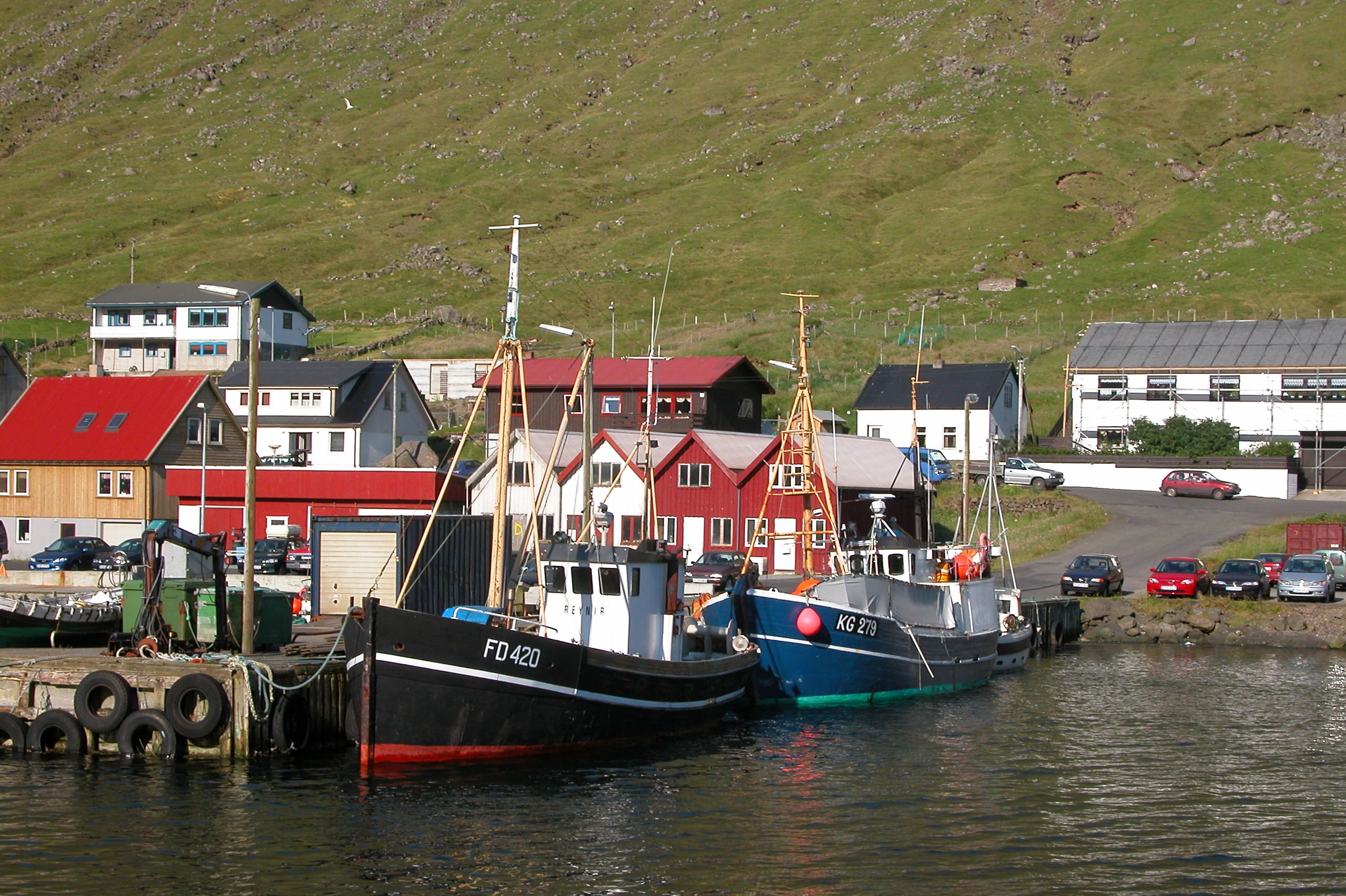
Port de Hvannasund.

El punt més alt del municipi es l'Omanfyri Klivsdal, de 747 m i el Norðanfyri Kvíggjaskarð, de 739 m, tots dos cims situats a l'illa de Borðoy. L'Enni, de 651 m, situat a l'est del poble de Hvannasund, és la muntanya més alta del municipi a l'illa de Viðoy. Al nord del poble hi ha una gran roca clivellada anomenada Skrudhettan, que la llegenda diu que es va trencar quan va néixer Jesús.

## Història
Hvannasund s'esmenta per primera vegada en un escrit el 1584 anomenat Jarðarbókin. El 1932, es va obrir una escola primària al poble. Fins llavors, els nens estudiaven a Norðdepil, on s'hi havia obert un centre 37 anys abans. Des del 1985, quan es va obrir l'escola de Fossánes, la que hi havia a Hvannasund va tancar. Avui el seu edifici acull l'ajuntament. El 1969, el rei de Dinamarca Frederic IX i la seva dona la reina Ingrid Bernadotte van visitar el poble a bord del vaixell HDMY Dannebrog amb la seva dona.
El 26 de maig del 2008, el nivell de l'oceà va baixar de cop i volta entre 2.5 i 3 metres abans de retornar sobtadament contra Hvannasund amb gran força. Un parell de dies després es va informar que un mini-tsunami havia estat la causa de l'estrall. No hi va haver ferits ni víctimes mortals.

## Patrimoni
L'església de Hvannasund va ser construïda el 1949 pels mateixos veïns per la impossibilitat, malgrat els esforços, d'aconseguir contractistes. El 13 de novembre de 1949, l'església va ser consagrada pel prevere Jákup Joensen, que va ser la seva primera consagració d'un edifici religiós. L'església va ser dissenyada per l'arquitecte feroès H.C.W. Tórgarð i té una capacitat per a 100 persones aproximadament. Es troba a prop del mar en un entorn molt pintoresc.
El 2016 es va construir un edifici annex a l'església per a esdeveniments que requereixin espai per a més gent, com ara funerals, casaments o batejos.

## Demografia
El municipi de Hvannasund forma part de la regió de Norðoyar, tradicionalment la més despoblada de l'arxipèlag. A continuació es mostren els habitants censats a tot el municipi l'1 de gener del 2021.
| Localitat  | Habitants |
| ---------- | --------- |
| Hvannasund | 250       |
| Norðdepil  | 162       |
| Norðtoftir | 2         |
| Depil      | 3         |
| Múli       | -         |
| TOTAL      | 417       |